# Tschechische Badminton-Mannschaftsmeisterschaft 2023
Die Tschechische Badminton-Mannschaftsmeisterschaft der Saison 2022/2023 gewann das Team von SK Stavos Brno Slatina.

## Vorrunde
| Platz | Team                          | Punkte | G | U | V | Spielpunkte | Sätze  | Bälle     |
| ----- | ----------------------------- | ------ | - | - | - | ----------- | ------ | --------- |
| 1     | BK 1973 Benátky nad Jizerou   | 14     | 5 | 0 | 2 | 32/17       | 108/68 | 1678/1472 |
| 2     | B.O. Chance Ostrava Sportclub | 12     | 4 | 0 | 3 | 29/20       | 100/84 | 1692/1563 |
| 3     | BA Plzeň                      | 12     | 6 | 0 | 1 | 27/22       | 99/81  | 1717/1576 |
| 4     | SK Stavos Brno Slatina        | 11     | 4 | 0 | 3 | 28/21       | 103/77 | 1693/1563 |
| 5     | BK Meteor Praha               | 10     | 3 | 0 | 4 | 26/23       | 97/90  | 1749/1667 |
| 6     | Badminton FSpS MU             | 8      | 3 | 0 | 4 | 22/27       | 81/94  | 1504/1627 |
| 7     | TJ Sokol Klimkovice           | 7      | 3 | 0 | 4 | 21/28       | 86/101 | 1649/1746 |
| 8     | SKB Český Krumlov             | 0      | 0 | 0 | 7 | 11/38       | 49/128 | 1348/1816 |

## Viertelfinale
- Badminton FSpS MU – BA Plzeň: 4:1
- SK Stavos Brno Slatina – BK Meteor Praha: 4:0

## Halbfinale
- SK Stavos Brno Slatina – B.O. Chance Ostrava Sportclub: 4:0
- BK 1973 Deltacar Benátky nad Jizerou – Badminton FSpS MU: 4:3

## Spiel um Bronze
- B.O. Chance Ostrava Sportclub – Badminton FSpS MU: 4:3

## Finale
- SK Stavos Brno Slatina – BK 1973 Deltacar Benátky nad Jizerou: 4:2